# Céline Marie Tabary
Céline Marie Tabary (29 de julio de 1908 - 23 de mayo de 1993), también conocida como Céline Tabary, fue una artista francesa y profesora de arte en la Universidad Howard que defendió el arte afroamericano en los años 1940 en Washington D. C. En 1938 emigró desde Francia a Estados Unidos, enseñando y trabajando en la capital hasta los años 1950 y retornado después a Francia. En 1944 Tabary ganó el Premio de Paisaje del Museo Nacional de Washington D. C.. 

## Vida personal
Tabary era hija de un arquitecto, criándose en un entorno culto que facilitó sus conocimientos sobre arte y geometría.
Fue amiga y colega de toda la vida de la artista afroamericana Lois Mailou Jones. La pareja se conoció en la Academia Julian en París en 1937. Tabary siguió a Jones cuando esta volvió a los Estados Unidos, estableciéndose en Washington D. C. en 1938. Permaneció en este país dado que Francia estaba inmersa en la Segunda Guerra Mundial.
Lois Mailou Jones atribuyó a Tabary un papel decisivo en sus elogios, señalando que fue ella quien llevó sus pinturas a los jurados cuando Jones no podía hacerlo debido a las políticas racistas que prohibían la participación de las personas afroamericanas. Estas entradas fueron significativas para romper la barrera del color en la Galería de Arte Corcoran en 1941.
Enseñando arte juntas en Washington D. C., Tabary y Jones establecieron "The Little Paris Studio" en 1945. Entre las artistas que se beneficiaron de la dinámica colectiva y la atmósfera creada se incluye la artista de Washington D. C., Alma Thomas.

## Obra
El trabajo de Tabary incluye Terrasse de café, París, (1950) (óleo sobre lienzo).
Su trabajo se mostró ampliamente, incluyendo en espacios expositivos como el Salón de París, París; Instituto de Arte Moderno, Boston; Academia Nacional de Dibujo de Estados Unidos; Galería Barnett-Aden, Washington D. C.; y la Universidad Howard, Washington D. C. También expuso en la Galería de Arte Corcoran y en la Galería Whyte. Tabary también fue miembro de organizaciones de arte a ambos lados del Atlántico y perteneció al Washington Watercolour Club y al Artists Guild de Washington (Gremio de Artistas de Washington, Estados Unidos) y Societe des Artistes Lillois (Sociedad de Artistas de Lillois, Francia).
El trabajo de Tabary también se mostró en el Museo Nacional de Mujeres en las Artes (NMWA) en la exposición Preservando el pasado, asegurando el futuro: donaciones de arte, 1987-1997 .